# Ene Syve-Falkenberg
Ene Syve-Falkenberg, född 2 november 1914 i Pskov, död 10 mars 2003 i Toronto, var en estländsk-kanadensisk målare.
Syve-Falkenberg studerade vid den statliga konstslöjdskolan i Tallinn och vid konsthögskolan Pallas i Tartu. I slutskedet av andra världskriget kom hon som flykting till Sverige men bestämde sig för att bosätta sig i Kanada. Under sin tid i Sverige deltog hon i utställningar av baltisk exilkonst på Värmlands museum 1945 och Liljevalchs konsthall 1946. Hennes konst består av porträtt, figurmotiv och landskapsskildringar.